# Mattia Montini
Mattia Montini (n. 28 februarie 1992, Frosinone, Lazio, Italia) este un fotbalist italian, care joacă pe post de atacant la Widzew Łódź în Ekstraklasa. Pe plan internațional, are prezențe la națională pentru Italia U20⁠(d) și [[:reprezentativa Lega Pro din Italia|]]⁠(d).